# Forsen
Hans Eli Sebastian Fors (nascido em 16 de dezembro de 1990), conhecido pelo pseudônimo Forsen, é um streamer sueco do Twitch que inicialmente ganhou popularidade por ter competido em StarCraft II, mas é mais conhecido pela sua participaçõa em competições de Hearthstone e por transmitir uma variedade de jogos. Também ficou conhecido pelos seus seguidores que causam uma bagunça imensa, que se autodenominam "Forsen Boys" ou "Forsen Bajs " e ajudou a popularizar uma série de memes da Internet . Desde dezembro de 2018, Forsen teve mais de um milhão de seguidores no Twitch e, em maio de 2023, tinha mais de 1,7 milhão de seguidores.

## Carreira nos E-Sports

### StarCraft II
Em 2011, Forsen conquistou o primeiro lugar no E-Sport SM May Qualifier e foi vice-campeão no E-Sport SM October Qualifier, ganhando um total de 3.500 coroas suecas ($ 382,50) e se classificando para o Campeonato Nacional Sueco em StarCraft II. . Em 2012, Forsen chamou a atenção ao avançar para a fase final de grupos do torneio DreamHack Stockholm StarCraft II de 2012 .

### Hearthstone
No Hearthstone, Forsen venceu seu primeiro torneio no HTC Invitational de maio de 2015, e venceu uma maratona de streaming Play it Cool em outubro de 2015, alcançando a classificação mais alta entre os competidores após 24 horas de jogo. Em 2015, Forsen foi um dos quatro principais streamers de Hearthstone, transmitindo para até 45.000 espectadores em sua transmissão ao vivo no Twitch. Ele já foi conhecido como um dos especialistas mais habilidosos do jogo no deck Miracle Rogue, tendo-o pilotado para alcançar a classificação mais alta no sistema de escada do jogo nos servidores norte-americanos e europeus em junho de 2014. Em 2017, depois de passar grande parte de sua carreira em Hearthstone como agente livre, Forsen assinou contrato com a organização americana de esportes eletrônicos Cloud9 como streamer.

## Carreira como streamer
Atualmente em Março de 2023, Forsen já streama à mais de uma década. Suas streams são elogiadas como "genuinamente... divertidas e engraçadas" por sua comunidade unida e piadas internas, bem como pela tendência de Forsen de transmitir jogos " Lidl ", um termo usado por Forsen para descrever jogos de baixo valor de produção.
Em fevereiro de 2018, Forsen foi o capitão de uma equipe que atingiu o primeiro lugar no Twitch Rivals PlayerUnknown's Battlegrounds (PUBG) Invitational de $ 100.000, ganhando $ 13.600. No mês seguinte, ele também participou do torneio Darwin Project Invitational, ficando em primeiro lugar e ganhando US$ 20 mil. Em dezembro de 2018, ele alcançou o recorde pessoal de 80.860 espectadores.
No final de 2020, Forsen iniciou uma rivalidade amigável com o streamer xQc, a dupla vem competindo para alcançar o tempo mais rápido em um speedrun de Minecraft . Em outubro de 2023, Forsen alcançou um recorde pessoal de 15:28, 70 segundos mais rápido que o melhor tempo de xQc.
Em 26 de novembro de 2020, Forsen recebeu uma suspensão indefinida do Twitch depois de acidentalmente mostrar um GIF enviado a ele por um espectador exibindo uma interação sexualmente explícita entre uma mulher e um cavalo na transmissão. Ele foi desbanido depois de um mês.
Em 20 de abril de 2023, Forsen foi banido novamente do Twitch. por uma razão desconhecida, nem sequer a duração foi revelada, no entanto, em 24 de abril ele revelou que foi devido a assistir a um "vídeo ASMR duvidoso no youtube" em stream, e que o banimento duraria uma semana.

## Comunidade
A comunidade de Forsen, conhecida como "Forsen Boys" ou "Forsen Bajs ", ganhou notoriedade por meio de sua prática de stream sniping, especialmente em jogos como PUBG . Os stream snipers na comunidade de Forsen são conhecidos por localizar Forsen no jogo e tocar música e áudio altos por meio de bate-papo por voz. Em 2018, no meio do torneio Darwin Project Invitational foi interrompido pela infiltração de Samme1g, um stream sniper na comunidade de Forsen, no lobby de uma partida.
A comunidade também é conhecida por sua prática de spam e pela consequente popularização de memes da internet e emotes do Twitch . A disseminação de emotes notáveis como "monkaS" e "PepeHands" (imagens de Pepe, o Sapo ) foi atribuída à comunidade de Forsen no Reddit . Suas referências ao filme de comédia de ação de Uganda , Who Killed Captain Alex? também ajudaram a popularizar o meme Ugandan Knuckles . Em janeiro de 2018, uma imagem distorcida do rosto de Forsen ("forsenE") se tornou o emote mais usado no Twitch em todo o mundo.
A moderação da comunidade por Forsen foi descrita como "permissiva" e " laissez-faire " e, em 2015, ele se distanciou de suas ações e do rótulo de "Forsen Boys". Naquele ano, a streamer Katy Coe se tornou alvo de assédio sexual por parte de membros da comunidade de Forsen, culminando em Forsen banindo links ao canal da streamer depois que Coe postou no Reddit denunciando o comportamento. Em 2017, Forsen recebeu um banimento de 24 horas do Twitch depois que membros de sua comunidade enviaram spam com a palavra n na sala de bate-papo Awesome Games Done Quick de 2017.

## Prêmios e indicações
| Ano  | Cerimônia           | Categoria | Resultado | Ref. |
| ---- | ------------------- | --------- | --------- | ---- |
| 2022 | The Streamer Awards | Indicado  | [ 27 ]    |      |